# Фрингс, Йозеф
Йозеф Фрингс (нем. Josef Frings; 6 февраля 1887, Нойс, Германская империя — 17 декабря 1978, Кёльн, ФРГ) — немецкий кардинал. Архиепископ Кёльна с 1 мая 1942 по 10 февраля 1969. Кардинал-священник с 18 февраля 1946, с титулом церкви Сан-Джованни-а-Порта-Латина с 22 февраля 1946. Кардинал-протопресвитер с 21 октября 1977. Почётный гражданин Кёльна (1967).

## Биография
Карлхайнц Дешнер (из книги «Abermals krahte der Hahn», с.647-650): "Кардинал Фрингс из Кёльна, который уже в радиовыступлении 16 декабря 1945 года пожелал видеть Запад, сформированный только Христианством, что, разумеется, означает сформированный лишь римским католичеством; на католическом соборе в Бонне 23 июня 1950 года он первый публично призвал к новому вооружению немцев и к миру, который покоится на «Божьем порядке!..»
Принимал участие во Втором Ватиканском Соборе (Вселенском Соборе Католической Церкви), где играл активную роль. Богословским консультантом кардинала Фрингса на Соборе был Йозеф Ратцингер, ставший впоследствии Римским Папой Бенедиктом XVI.
Йозеф Рихард Фрингс единственный из Кёльнских архиепископов удостоен звания почётного гражданина города (в 1967 году). В честь кардинала Фрингса улица в Кёльне, где находится резиденция архиепископа, была переименована в Kardinal-Frings-Straße. Также его именем назван южный мост в Дюссельдорфе.
По воспоминаниям современников, был высокообразованным человеком, блестящим проповедником и обладал неистощимым чувством юмора. В родном городе кардиналу Фрингсу установлен памятник.